# Aloe acinacifolia
Aloe acinacifolia é uma espécie de liliopsida do gênero Aloe, pertencente à família Asphodelaceae.